# Lijst van voetbalclubs in Groenland
Dit is een lijst van voetbalclubs in Groenland, alfabetisch gesorteerd, op locatie gesorteerd en bij het aantal overwinningen in de nationale competitie, de Coca Cola GM.
| Club                            | Stad          | Stadion (capaciteit)             | Coca Cola GM-overwinningen |
| ------------------------------- | ------------- | -------------------------------- | -------------------------- |
| Aqigssiaq                       | Maniitsoq     | Manittsoq Stadion (onbekend)     | 1                          |
| A.T.A.                          | Tasiilaq      | Nuuk Stadion (2.000)             | 0                          |
| B-67                            | Nuuk          | Nuuk Stadion (2.000)             | 13                         |
| Christanshåb Idraetsforening 70 | Qasigiannguit | Qasigiannguit Stadion (onbekend) | 1                          |
| Eqaluk-54                       | Tasiusaq      |                                  | 0                          |
| Eqaluk-56                       | Ikerasak      |                                  | 0                          |
| Grønlands Seminarius Sportklub  | Nuuk          | Nuuk Stadion (2.000)             | 5                          |
| G-44                            | Qeqertarsuaq  | Qeqertarsuaq Stadion             | 1                          |
| Inuit Timersoqatigiiffiat-79    | Nuuk          | Nuuk Stadion (2.000)             | 1                          |
| Kâgssagssuk                     | Maniitsoq     | Maniitsoq Stadion (onbekend)     | 1                          |
| Kissaviarsuk-33                 | Qaqortoq      | Qaqortoq Stadion (onbekend)      | 8                          |
| Kugsak-45                       | Qasigiannguit | Qasigiannguit Stadion (onbekend) | 2                          |
| FC Malamuk                      | Uummannaq     | Uummannaq Stadion (2.000)        | 1                          |
| Nagdlunguaq-48                  | Ilulissat     | Nuuk Stadion (2.000)             | 12                         |
| Nuuk Idraetslag                 | Nuuk          | Nuuk Stadion (2.000)             | 5                          |
| Siumut Amerdlok Kunuk           | Sisimiut      | Sisimiut Stadion (onbekend)      | 1                          |
| Tupilakken 41                   | Aasiaat       | Aasiaat Stadion (onbekend)       | 3                          |